# NGC 4134
NGC 4134 ist eine Spiralgalaxie vom Hubble-Typ Sb mit aktivem Galaxienkern im Sternbild Coma Berenices am Nordsternhimmel. Sie ist schätzungsweise 171 Millionen Lichtjahre von der Milchstraße entfernt und hat einen Durchmesser von 110.000 Lichtjahren. Gemeinsam mit NGC 4131 und NGC 4132 bildet sie das Galaxientrio Holm 339 und gilt als Mitglied der NGC 4185-Gruppe (LGG 276).
Die Typ-IIP-Supernova SN 2014cn wurde hier beobachtet.
Das Objekt wurde am 11. April 1785 von Wilhelm Herschel entdeckt.